# Harald Grønningen
Harald Grønningen (ur. 9 października 1934 w Lensvik, zm. 26 sierpnia 2016 tamże) – norweski biegacz narciarski, pięciokrotny medalista olimpijski i dwukrotny medalista mistrzostw świata.

## Kariera
Jego olimpijskim debiutem były igrzyska w Squaw Valley w 1960. Wspólnie z Hallgeirem Brendenem, Einarem Østbym i Håkonem Brusveenem zdobył tam srebrny medal w sztafecie 4 × 10 km. Jego najlepszym wynikiem indywidualnym na tych igrzyskach było 11. miejsce w biegu na 15 km stylem klasycznym. Cztery lata później, podczas igrzysk olimpijskich w Innsbrucku dwukrotnie był drugi w biegach indywidualnych – na 15 i 30 km, w obu przypadkach przegrał jedynie z Finem Eero Mäntyrantą. Igrzyska olimpijskie w Grenoble były zarówno najlepszymi jak i ostatnimi w jego karierze. Zwyciężył tam na dystansie 30 km, a wspólnie z Oddem Martinsenem, Pålem Tyldumem i Ole Ellefsæterem triumfował także w sztafecie.
W 1962 wystartował na mistrzostwach świata w Zakopanem. Zdobył tam srebrny medal na dystansie 15 km stylem klasycznym ulegając jedynie Assarowi Rönnlundowi ze Szwecji. W biegu na 30 km zajął czwarte miejsce, przegrywając walkę o brązowy medal z Giulio de Florianem z Włoch. Czwarte miejsce zajął także wraz z kolegami z reprezentacji w sztafecie. Startował także na mistrzostwach świata w Oslo, gdzie zajął 7. miejsce w biegach na 30 i 50 km techniką klasyczną. Na tych samych mistrzostwach wspólnie z Oddem Martinsenem, Ole Ellefsæterem i Gjermundem Eggenem zdobył złoty medal w sztafecie. Na kolejnych mistrzostwach świata już nie startował.
Grønningen był ponadto dziewięciokrotnym mistrzem Norwegii. W 1960 i 1961 r. wygrywał bieg na 15 km podczas Holmenkollen ski festival.  W 1961 roku otrzymał Medal Holmenkollen.

## Osiągnięcia

### Igrzyska olimpijskie
| Miejsce | Dzień       | Rok  | Miejscowość  | Konkurencja             | Czas biegu | Strata  | Zwycięzca         |
| ------- | ----------- | ---- | ------------ | ----------------------- | ---------- | ------- | ----------------- |
| 11.     | 23 lutego   | 1960 | Squaw Valley | 15 km stylem klasycznym | 51:55,5    | +1:06,7 | Håkon Brusveen    |
| 2.      | 25 lutego   | 1960 | Squaw Valley | Sztafeta 4 × 10 km      | 2:08:33,5  | +0,8    | Finlandia         |
| 14.     | 27 lutego   | 1960 | Squaw Valley | 50 km stylem klasycznym | 2:59:06,3  | +2:10,8 | Kalevi Hämäläinen |
| 2.      | 30 stycznia | 1964 | Innsbruck    | 30 km stylem klasycznym | 1:30:50,7  | +1:11,6 | Eero Mäntyranta   |
| 2.      | 2 lutego    | 1964 | Innsbruck    | 15 km stylem klasycznym | 50:54,1    | +40,7   | Eero Mäntyranta   |
| 6.      | 5 lutego    | 1964 | Innsbruck    | 50 km stylem klasycznym | 2:43:52,6  | +3:11,0 | Sixten Jernberg   |
| 4.      | 8 lutego    | 1964 | Innsbruck    | Sztafeta 4 × 10 km      | 2:18:34,6  | +37,3   | Szwecja           |
| 13.     | 7 lutego    | 1968 | Grenoble     | 30 km stylem klasycznym | 1:35:39,2  | +2:47,5 | Franco Nones      |
| 1.      | 10 lutego   | 1968 | Grenoble     | 15 km stylem klasycznym | 47:54,2    | -       | -                 |
| 1.      | 14 lutego   | 1968 | Grenoble     | Sztafeta 4 × 10 km      | 2:08:33,5  | -       | -                 |

### Mistrzostwa świata
| Miejsce | Dzień     | Rok  | Miejscowość | Konkurencja             | Czas biegu | Strata  | Zwycięzca       |
| ------- | --------- | ---- | ----------- | ----------------------- | ---------- | ------- | --------------- |
| 4.      | 18 lutego | 1962 | Zakopane    | 30 km stylem klasycznym | 1:52:39,4  | +53,5   | Eero Mäntyranta |
| 2.      | 20 lutego | 1962 | Zakopane    | 15 km stylem klasycznym | 55:22,8    | +29,4   | Assar Rönnlund  |
| 4.      | 22 lutego | 1962 | Zakopane    | Sztafeta 4 × 10 km      | 2:24:39,8  | +2:06,0 | Szwecja         |
| 5.      | 24 lutego | 1962 | Zakopane    | 50 km stylem klasycznym | 3:03:48,5  | +1:09,8 | Sixten Jernberg |
| 7.      | 17 lutego | 1966 | Oslo        | 30 km stylem klasycznym | 1:37:26,7  | +1:32,1 | Eero Mäntyranta |
| 1.      | 23 lutego | 1966 | Oslo        | Sztafeta 4 × 10 km      | 2:14:27,9  | -       | -               |
| 7.      | 26 lutego | 1966 | Oslo        | 50 km stylem klasycznym | 3:03:04,7  | +2:43,5 | Gjermund Eggen  |